# Санто-Стефано-ди-Камастра
Са́нто-Сте́фано-ди-Кама́стра (итал. Santo Stefano di Camastra, сиц. Santu Stèfanu di Camastra / Santu Stèfanu) — коммуна в Италии, располагается в регионе Сицилия, подчиняется административному центру Мессина.
Население составляет 5011 человек, плотность населения составляет 239 чел./км². Занимает площадь 21 км². Почтовый индекс — 98077. Телефонный код — 0921.
Покровителем коммуны почитается святитель Николай Мирликийский, празднование 6 декабря.